# Mistrzostwa Polski w Boksie 1993
64. Mistrzostwa Polski w boksie mężczyzn odbyły się w dniach 2-5 grudnia 1993 roku w Poznaniu.

## Medaliści
| Kategoria:                        | Złoto:                                | Srebro:                               | Brąz:                                                                         |
| waga papierowa (do 48 kg)         | Rafał Niedbalski (Olimpia Poznań)     | Andrzej Rżany (Igloopol Dębica)       | Michał Leśniewski (Gwardia Warszawa) Dariusz Olewiński (Hetman Białystok)     |
| waga musza (do 51 kg)             | Leszek Olszewski (Concordia Knurów)   | Bogdan Jendrysik (Walka Zabrze)       | Krzysztof Bielenis (Zagłębie Konin)                                           |
| waga kogucia (do 54 kg)           | Robert Ciba (Olimpia Poznań)          | Marcin Walas (Hetman Białystok)       | Stanisław Mazur (Gwardia Wrocław) Jerzy Struzik (Victoria Jaworzno)           |
| waga piórkowa (do 57 kg)          | Jacek Gwizdała (KS Jastrzębie)        | Jacek Płonka (Olimpia Poznań)         | Mariusz Bogucki (Walka Zabrze) Jarosław Brzozowiec (Gwardia Warszawa)         |
| waga lekka (do 60 kg)             | Jacek Bielski (Start-Renoma Elbląg)   | Jacek Ostaszewski (KS Jastrzębie)     | Piotr Jałowiec (Victoria Jaworzno) Marek Matusiak (06 Kleofas Katowice)       |
| waga lekkopółśrednia (do 63,5 kg) | Robert Milewicz (Olimpia Poznań)      | Dariusz Snarski (Hetman Białystok)    | Marcin Kuźmiński (Concordia Knurów) Andrzej Puk (Walka Zabrze)                |
| waga półśrednia (do 67 kg)        | Wiesław Małyszko (KS Jastrzębie)      | Robert Kopytek (Victoria Jaworzno)    | Piotr Dreas (Zawisza Bydgoszcz) Henryk Rychłowski (Start-Renoma Elbląg)       |
| waga lekkośrednia (do 71 kg)      | Grzegorz Strugała (Gwardia Wrocław)   | Paweł Matuszewski (Zawisza Bydgoszcz) | Sebastian Kalaczyński (Start-Renoma Elbląg) Arkadiusz Sikora (Walka Zabrze)   |
| waga średnia (do 75 kg)           | Tomasz Borowski (Gwardia Warszawa)    | Dariusz Wasiak (Olimpia Poznań)       | Robert Gortat (Victoria Jaworzno) Adam Świrzyński (Walka Zabrze)              |
| waga półciężka (do 81 kg)         | Józef Strzechowski (Concordia Knurów) | Mirosław Kuntusz (Polonia Świdnica)   | Tomasz Miałkowski (KSZO Ostrowiec) Henryk Petrich (Walka Zabrze)              |
| waga ciężka (do 91 kg)            | Wojciech Bartnik (Gwardia Wrocław)    | Grzegorz Małyszko (KS Jastrzębie)     | Wojciech Waśkiewicz (Broń Radom) Dariusz Wróbel (Concordia Knurów)            |
| waga superciężka (powyżej 91 kg)  | Krzysztof Rojek (Victoria Jaworzno)   | Tomasz Bonin (Wisła Tczew)            | Andrzej Charmułowicz (06 Kleofas Katowice) Bogdan Czarnecki (Gwardia Wrocław) |